# Mauricie
Mauricie is een van de 17 administratieve regio's van de Canadese provincie Québec. De regio meet 35.860 km² en telt 266.112 inwoners (2016). Mauricie is gekend vanwege het Nationaal Park La Mauricie.

## Geografie
De regio Mauricie is onderverdeeld in drie regionale graafschapsgemeenten, drie steden/equivalente territoria, twee onafhankelijke gemeenten en drie First Nationsreservaten.
Regionale graafschapsgemeenten
- Les Chenaux
- Maskinongé
- Mékinac

Equivalente territoria
- La Tuque (stad)
- Shawinigan (stad)
- Trois-Rivières (stad)

Onafhankelijke gemeenten
- La Bostonnais
- Lac-Édouard

First Nationsreservaten
- Coucoucache
- Obedjiwan
- Wemotaci

Abitibi-Témiscamingue · Bas-Saint-Laurent · Capitale-Nationale · Centre-du-Québec · Chaudière-Appalaches · Côte-Nord · Estrie · Gaspésie–Îles-de-la-Madeleine · Lanaudière · Laurentides · Laval · Mauricie · Montérégie · Montréal · Nord-du-Québec · Outaouais · Saguenay–Lac-Saint-Jean